# シクロヘキシルアミン
シクロヘキシルアミン（英: Cyclohexylamine）は、脂肪族アミンに属する有機化合物の一種。強いアミン臭を持つ無色の液体で、水と混和する。他のアミン類と同様、水酸化ナトリウムなどと比べ塩基性は弱いが、芳香族のアナログであるアニリンに比べると塩基性は強い。

## 製法
二通りの製法がある。主なものはニッケルまたはコバルトを触媒として、アニリンを水素化する方法。
{\displaystyle {\ce {C6H5NH2\ + 3 H2 -> C6H11NH2}}}
アンモニアを用いて、シクロヘキサノールをアルキル化 (amine alkylation) する方法もある。

## 用途
防錆剤、清缶剤や染色助剤、印刷インキ工業のフラッシング助剤としても用いられる。
スルフェンアミド系加硫促進剤、粘液溶解薬・鎮痛剤・気管支拡張薬などの医薬品、除草剤のヘキサジノン (Hexazinone) をはじめとする、各種有機合成化学の中間原料となる。シクロヘキシルアミンとスルファミン酸との混合物に水酸化ナトリウムを反応させると、人工甘味料のチクロが得られる。
化学物質排出把握管理促進法の第一種指定化学物質であり、同法に基づく集計によると、大気へは61.9%、公共水域へは75.3%がパルプ・紙・紙加工品製造業からの排出である。

## 安全性
日本の法令では、毒物及び劇物取締法により劇物、消防法により危険物第4類第2石油類（水溶性）に指定されている。
可燃性であり、引火点は28.6℃。
経口摂取のみならず、吸入や皮膚への接触によっても有毒である。皮膚や眼に対しては腐蝕性がある。半数致死量（LD50）は、ラットへの経口投与で11mg/kgの実験結果がある。ヒトの体内では投与量の1~2%が脱アミノ代謝され、シクロヘキサノールとtrans-シクロヘキサン-1,2-ジオールが生じる。